# Tatale
Tatale es una ciudad comercial en el distrito de Tatale Sangule, en la llamada región norte de Ghana. La disposición de la ciudad es en parte nuclear y en parte lineal. Sus habitantes son de diversas etnias, siendo los basares, que hablan ntcham como lengua oficial, la mayoría. La única escuela secundaria del distrito es la Tatale Evangelical Presbyterian Agric Senior High School. El día de mercado en Tatale tiene lugar una vez a la semana y asisten muchas personas de comunidades cercanas, incluidos los togoleses. Los Zambarama (en su mayoría comerciantes) visitan con frecuencia el mercado todas las semanas y el distrito es en gran parte rural, con aproximadamente el 90% de la población dedicada a la agricultura local, por lo que la agricultura de subsistencia es la norma económica en el distrito de Tatale Sangule. 
El distrito disfruta de los servicios de tres proveedores de servicios de telecomunicaciones, a saber, Telecel Ghana, que proporciona servicios de línea fija, así como red celular, MTN Ghana y AirtelTIGO, que proporciona únicamente servicios de telefonía móvil. 